# Schleswig-Holstein-Sonderburg-Plön

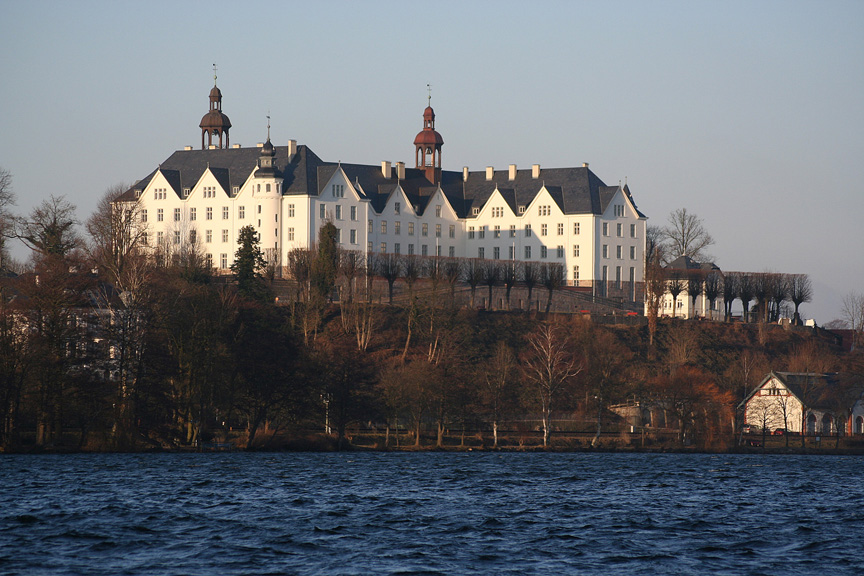
Il castello di Plön, ex residenza dei duchi

Il ducato di Schleswig-Holstein-Sonderburg-Plön (tedesco: Herzogtum Schleswig-Holstein-Sonderburg-Plön), anche noto come Schleswig-Holstein-Plön, Holstein-Plön o soltanto ducato di Plön, era un piccolo sub-ducato (Teilherzogtum) creato dalla divisione fisica del ducato di Schleswig-Holstein-Sonderburg. Oggi, la sua importanza residua è principalmente la costruzione del castello di Plön. Il ducato di Plön non era un ducato territoriale a sé stante, ma una suddivisione all'interno della struttura dello stato dei ducati di Schleswig e Holstein. Il dominio territoriale sparso si trovava per lo più nella parte sud-est dell'attuale stato tedesco dello Schleswig-Holstein.

## Il ducato di Plön

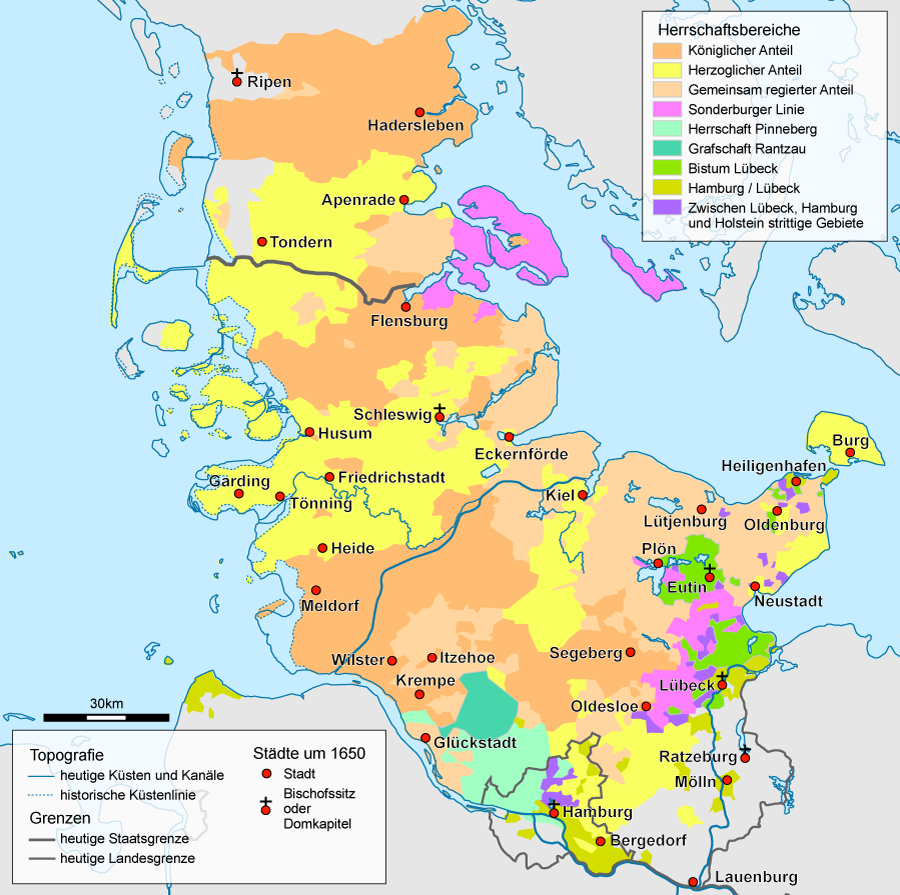
Lo Schleswig e Holstein e intorno al 1650. Il ducato di Plon emerse dalla divisione di Sonderburg; il suo territorio nel sud-est dello Holstein era costituito da diversi poderi individuali tra Plön e Oldesloe.

### Storia
La linea dei duchi di Plön è generata nel 1622 da Joachim Ernst (1595-71), fratello cadetto del duca di Sönderburg. Nel 1669 si distacca la linea nuova linea di Norburg col duca Christian August (1669-87) cui succede August (-1699). Il figlio Joachim Friedrich (1699-22) eredita il ducato di Plön nel 1706. come Joachim II Friedrich (1706-22) della linea di Norburg ed a lui il nipote Friedrich Karl (1729-61), figlio del fratello minore Christian Karl di Norburg (1674-06). Tuttavia, Friedrich Karl essendo nato postumo al padre dal matrimonio morganatico con Dorothea Christine von Aichelburg che non viene dapprima riconosciuta come principessa danese, gli viene contestata l'eredità del ducato dal duca Joachim Ernst II di Rethwisch, e solo alla sua morte può governare il ducato. Grande costruttore di palazzi barocchi, come il castello di Plön, il Fürstenhaus e il palazzo di Traventhal, e mecenate di molti artisti, cede il ducato al re di Danimarca per debiti di conseguenza alla convenzione del 1756 con la Corona danese per la quale, in caso di estinzione della linea ducale di Plön, i possedimenti sarebbero passati al re danese come duca di Holstein, fatto che avviene nel 1761. 
Con lui si estingue questa casa ducale avendo solo una figlia ed un unico maschio nato da una relazione con Maria Catharina Bein, figlia del ciambellano di corte a cui lascia alcune terre e una rendita.  
Le terre dei feudi imperiali si estendono su Plön, Ahrenböck, Rheinfeld, Rethwisch, Travendal e la tenuta di Stocksee. 
La figlia Charlotte, unica erede del ramo, sposa nel 1770 il duca Friedrich Christian I di Sönderburg Augustenburg, portando in dote titoli e beni allodiali della famiglia estinta. 
Il ducato  assorbito dalla linea danese incontra le immaginabili contestazioni del duca di Augustenburg.

### Duchi di Schleswig-Holstein-Sonderburg-Plön
| Regno         | Nome                | Note |
| ------------- | ------------------- | --- |
| 1622 - 1671   | Gioacchino Ernesto  | Fondatore del ducato; il suo primogenito maschio ereditò Plön, il secondo figlio maschio diventò duca di Norburg, il terzo, duca di Rethwisch                 |
| 1671 - 1704   | Giovanni Adolfo     | Anche noto come Hans Adolf. Figlio di Gioacchino Ernesto. Anche suo figlio, Adolfo Augusto, morì nel 1704                                                     |
| (1704 - 1706) | Leopoldo Augusto    | Nipote di Giovanni Adolfo, nato 1702, morì da bambino senza regnare                                                                                           |
| 1706 - 1722   | Gioacchino Federico | Nipote di Giovanni Adolfo, proveniente dalla linea collaterale Norburg (Nebenlinie)                                                                           |
| 1722 - 1761   | Federico Carlo      | Nipote di Gioacchino Federico. Ultimo duca di Plön; a seguito di una controversia di successione con la linea Rethwisch, non iniziò il suo regno fino al 1729 |